# Kominiarz

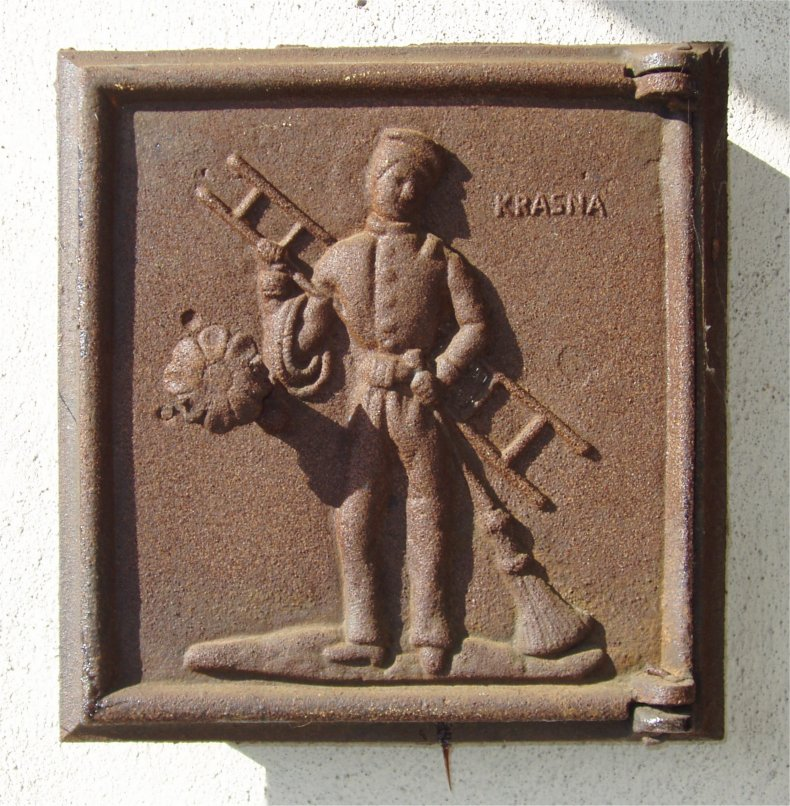
Wizerunek kominiarza

Kominiarz – rzemieślnik zajmujący się czyszczeniem i sprawdzaniem stanu technicznego przewodów kominowych dymowych, spalinowych i wentylacyjnych.

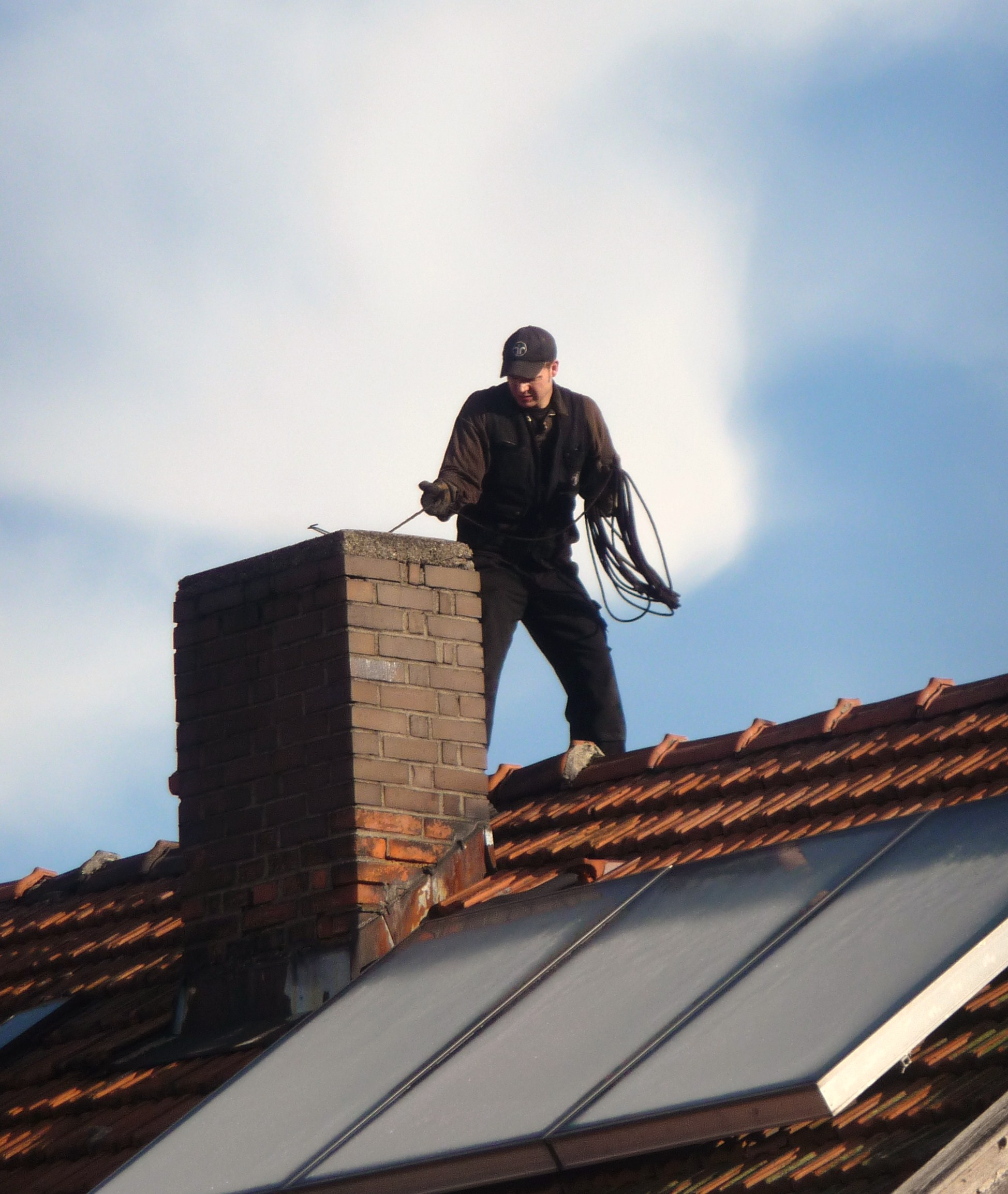
Kominiarz przy pracy

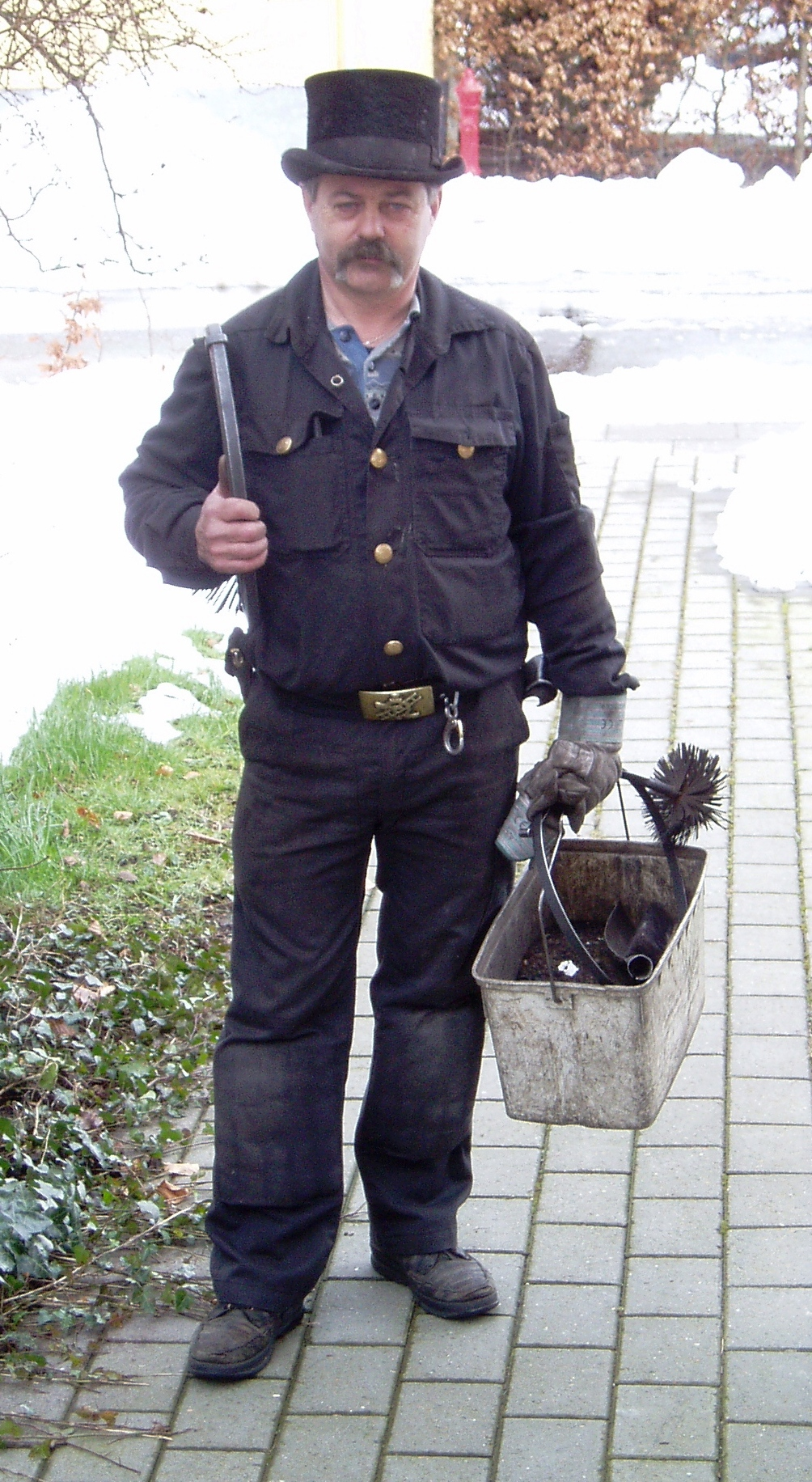
Kominiarz

## Kształtowanie się zawodu kominiarza
Zawód   kominiarza powstał wraz z postępem technologicznym na świecie. Początkowo spaliny były wypuszczane na zewnątrz przez szczeliny w dachu. Do dziś pozostała nazwa tych szczelin - "dymniki" (są to okienka oświetlające strych). Już w IV wieku zaczęto budować kominy. Były one szerokie (najczęściej o wymiarach 1x1m) i niskie. Początkowo zadaniem kominiarzy było oczyszczanie kominów i przewodów z sadzy. Wykonywanie usług było uzależnione wyłącznie od dobrej woli właścicieli budynków i niejednokrotnie było przez nich lekceważone. Gdy zwrócono uwagę na rozmiar strat, jakie powodują pożary wywołane złym stanem kominów, wprowadzono przymus czyszczenia kominów i obarczono kominiarza obowiązkiem czuwania nad ich stanem. Zakres pracy kominiarza objął szeroką działalność profilaktyczną, polegającą na zapobieganiu szkodom, jakie mogą powstać wskutek nieprawidłowego funkcjonowania przewodów kominowych i urządzeń grzewczo-kominowych. Wraz ze wzrostem zadań kominiarzy, zmieniono formę uzyskiwania uprawnień zawodowych. W Polsce od 1927 r. rzemiosło kominiarskie jest zaliczone do rzemiosł koncesjonowanych. (Dz.U. 1927 nr 53 poz. 468, Art. 8 punkt 2) Samodzielne wykonywanie zawodu po uzyskaniu uprawnień mistrzowskich czy czeladniczych uzależniono od przyznania koncesji zobowiązującej niegdyś do ponoszenia odpowiedzialności za okręg kominiarski. Dziś nie istnieją już co prawda okręgi kominiarskie (rzemiosło kominiarskie działa na prawach wolnego rynku), lecz nie zwalnia to właścicieli budynków i innych obiektów budowlanych z obowiązku korzystania z usług kominiarskich, o których mowa w rozporządzeniu MSWiA w sprawie ochrony przeciwpożarowej budynków, innych obiektów budowlanych i terenów (Dz.U. z 2023 r. poz. 822).

## Hierarchia zawodowa kominiarza
Istnieją trzy stopnie zawodowe kominiarzy (hierarchia): 
- Mistrz kominiarski nosi przeważnie cylinder tzw. "pliszok". Osoba posiadająca taki tytuł może wydawać opinie zaświadczenia oraz ekspertyzy.
- Czeladnik kominiarski nosi przeważnie cylinder tzw. "szapoklak". Jest to osoba przyuczająca się do zdania egzaminu mistrzowskiego. Może ona czyścić przewody, zajmować się konserwacją, lecz nie może wydawać opinii i ekspertyz.
- Pomocnik kominiarski (uczeń) nosi przeważnie tzw. "keplik" lub "melonik". Osoba ta nie może samodzielnie pracować na rejonie, może jedynie wykonywać czynności pod okiem mistrza bądź czeladnika.

## Jak zdobyć zawód kominiarza
Zawód kominiarza można zdobyć na dwa sposoby:
- uczęszczając do szkoły zawodowej o kierunku "kominiarz", w której nauka trwa trzy lata. Uczeń uczęszczający do szkoły odbywa jednocześnie praktykę zawodową w zakładzie kominiarskim, gdzie zdobywa niezbędne umiejętności do przygotowania do egzaminu czeladniczego. Po ukończeniu szkoły absolwent otrzymuje tytuł zawodowy kominiarz, jednak bez zdania egzaminu czeladniczego po zakończeniu szkoły absolwent pozostaje bez jakichkolwiek uprawnień.
- poprzez praktykę zawodową, czyli poprzez pracę w zawodzie kominiarz jako pomocnik kominiarski, przez okres równy liczbie lat nauki w szkole i przystąpieniu do egzaminu czeladniczego w rzemiośle kominiarstwo.
Czeladnik kominiarski, po przepracowaniu w zawodzie kolejnych trzech lat, może zdawać egzamin na mistrza kominiarskiego.
Egzaminy w zawodzie kominiarz przeprowadzane są przez Izby Rzemieślnicze.